# 빈센트 반 고흐의 편지

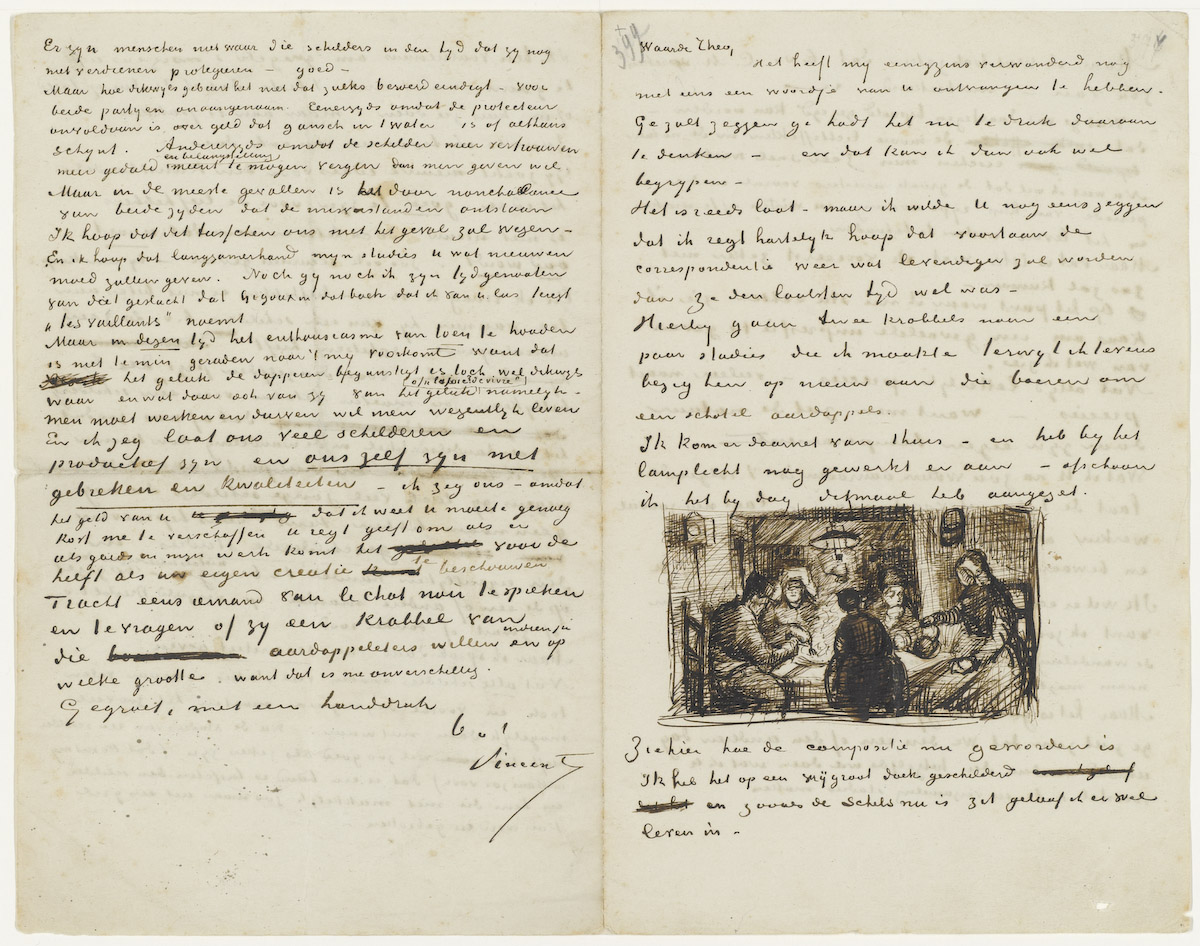
1885년 4월 빈센트는 그의 남동생에게 자신의 첫 걸작인 "감자 먹는 사람들"에 대해 편지에 적었다. 그는 당시 처음으로 여러 인물이 들어간 복잡한 그림을 그리고 있었으며, 편지에 그림의 스케치를 그려 보냈다.

빈센트 반 고흐의 편지는 빈센트 반 고흐의 현재 전해지는 총 903개의 편지이다. 빈센트 반 고흐가 쓴 편지 820개, 받은 편지 83개로 구성되어 있다. 이 중 650개 이상은 빈센트가 그의 남동생인 테오에게 보낸 것이다. 편지 중에는 빈센트가 여동생인 빌이나 다른 친척에게 보낸 것들이나 폴 고갱, 안톤 반 라파르트, 에밀 베르나르와 주고받은 것들도 있다.
테오의 부인이었던 요한나 반 고흐-봉허는 남편인 테오가 1891년 사망한 이후 수 년 동안 편지들을 엮어 1914년 처음 서간집으로 출판하였다. 1966년 편지 셀렉션의 편집자였던 아놀드 포메란스는 테오가 "편지의 가장 작은 조각까지 보존했던 종류의 사람"이라고 썼으며 테오의 이러한 특징 덕에 빈센트로부터 온 663개의 편지들이 남아 있을 수 있었다.
테오와는 대조적으로 빈센트는 자기에게 온 편지를 잘 남겨 두지 않았다. 이 때문에 빈센트에게 온 편지는 84개만이 남아 있으며 그중 39개가 테오에게 온 편지이다. 그렇지만 오늘날 빈센트 반 고흐에 대해 알려진 많은 사실은 형제 간의 이 편지들 덕이다. 현재 빈센트에 대해 비교적 잘 알려져 있지 않은 시기는 형제가 함께 파리에서 살아서 편지를 주고받을 필요가 없었던 때이다. 공쿠르 형제 사이의 편지가 문학 분야에서 그러하듯, 빈센트와 테오 형제 사이의 편지는 그 시대의 예술을 조명하는 중요한 역할을 한다고 볼 수 있다.

## 참고 문헌
- Jansen, Leo; Luijen, Hans; Bakker, Nienke. Vincent van Gogh – The Letters: The Complete Illustrated and Annotated Edition. London, Thames & Hudson, 2009. ISBN 978-0-500-23865-3
- Pickvance, Ronald. Van Gogh In Saint-Rémy and Auvers (exh. cat. Metropolitan Museum of Art, New York: Abrams, 1986. ISBN 0-87099-477-8
- Pomerans, Arnold; de Leeuw, Ronald. The Letters of Vincent van Gogh. London: Penguin Classics, 1997. ISBN 0-14-044674-5
- Tralbaut, Marc Edo. Vincent van Gogh, le mal aimé. Edita, Lausanne (French) & Macmillan, London 1969 (English); reissued by Macmillan, 1974 and by Alpine Fine Art Collections, 1981. ISBN 0-933516-31-2